# ムネムラサキインコ
ムネムラサキインコ（Vini stepeni）は、オウム目インコ科ムスメインコ属に分類される鳥類。

## 分布
イギリス（ヘンダーソン島）固有種

## 形態
全長19cm。頭部や胴体上面は緑色、腰や尾羽基部の下面（下尾筒）は黄緑色の羽毛で覆われる。尾羽上面は黄緑色で、下面は黄色。顔から胸部にかけては赤い羽毛で覆われ、緑色や紫色の斑紋が入る。腹部は青紫色の羽毛で覆われる。翼は上面が緑色、下面は赤い羽毛で覆われる。
虹彩はオレンジ色。嘴や後肢の色彩はオレンジ色。

## 生態
原生林や海岸林に生息する。小規模な群れを形成し生活する。
食性は植物食傾向の強い雑食で、ココヤシの花やその蜜、花粉、果実、昆虫などを食べる。
繁殖形態は卵生。樹洞（折れた幹、ココナシの実に空いた穴、他の鳥類の古巣を用いた例もある）に巣を作り、6-8月に1回に2個の卵を産む。飼育下では雛は孵化してから8週間で巣立った例がある。

## 人間と関係
生息数は安定していると考えられているが、分布域が極めて限定的なため絶滅が危惧されている。ヘンダーソン島は1988年に世界遺産に登録され、保護されている。1987年における生息数は720-1,820羽、1992年における生息数は約2,400羽と推定されている。